# Unió Socialdemòcrata de Macedònia
La Unió Socialdemòcrata de Macedònia (en macedònic: Социјалдемократски сојуз на Македонија, Socijaldemokratski sojuz na Makedonija, SSM) és un partit polític de Macedònia del Nord. És el successor de la Lliga dels Comunistes de Macedònia, partit que va governar quan Macedònia del Nord era part de la República Federal Socialista de Iugoslàvia, des de 1945 a 1990. Des de maig de 2013 el cap és Zoran Zaev. També és membre del Partit Socialista Europeu i de la Internacional Socialista.
Entre 1992 i 1998 fou el partit més votat de l'Assemblea macedònia. Va perdre les eleccions legislatives macedònies de 1998, però a les eleccions de 2002 fou la força més votada i va governar en coalició amb la Unió Democràtica per la Integració. Alhora, el seu cap Branko Tsrvènkovski fou escollit president de Macedònia el 2004. El 30 de novembre de 2005 patí la defecció de Tito Petkovski, qui formaria el Nou Partit Socialdemòcrata.
A les eleccions legislatives macedònies de 2006 la coalició Junts per Macedònia, que encapçalava el partit, va obtenir 32 escons i va quedar segona. A les eleccions de 2008 va encapçalar la coalició Sol-Coalició per Europa que va obtenir 27 escons de 120, quedant-se així com el segon partit més gran del país.

## Resultats electorals

### Eleccions presidencials
| Any  | Candidat           | Vots     | %           | Vots     | %           | Resultat |
| Any  | Candidat           | 1a volta | 1a volta    | 2a volta | 2a volta    | Resultat |
| ---- | ------------------ | -------- | ----------- | -------- | ----------- | -------- |
| 1994 | Kiro Gligorov      | 715,087  | 78,4 / 100  | -        | -           | Sí       |
| 1999 | Tito Petkovski     | 343,606  | 33,1 / 100  | 513,614  | 46,8 / 100  | Derrota  |
| 2004 | Branko Crvenkovski | 385,347  | 42,5 / 100  | 550,317  | 62,6 / 100  | Sí       |
| 2009 | Ljubomir Frčkoski  | 202,691  | 20,54 / 100 | 264,828  | 36,86 / 100 | Derrota  |
| 2014 | Stevo Pendarovski  | 326,164  | 38,56 / 100 | 398,077  | 42,67 / 100 | Derrota  |
| 2019 | Stevo Pendarovski  | 322,581  | 44,75 / 100 | 436,212  | 53,59 / 100 | Sí       |
| 2024 | Stevo Pendarovski  | 180,499  | 20,49 / 100 | 251,899  | 30,99 / 100 | Derrota  |

### Eleccions legislatives
| Any  | Líder              | Coalició                                           | Vots             | %                | Escons           | +/–              | Pos. | Govern   |
| Any  | Líder              | Coalició                                           | (Total coalició) | (Total coalició) | (Total coalició) | (Total coalició) | Pos. | Govern   |
| ---- | ------------------ | -------------------------------------------------- | ---------------- | ---------------- | ---------------- | ---------------- | ---- | -------- |
| 1990 | Petar Goshev       | Cap                                                | 220,748          | 27.70%           | 31 / 120         | 31               | 2n   | Govern   |
| 1994 | Branko Crvenkovski | PLM-PSM                                            | 329,700          | 53.50%           | 95 / 120         | 64               | 1r   | Govern   |
| 1998 | Branko Crvenkovski | Cap                                                | 279,799          | 25.14%           | 30 / 120         | 60               | 2n   | Oposició |
| 2002 | Branko Crvenkovski | LDP-DPT-DLB-USR-DPD                                | 494,744          | 41.58%           | 60 / 120         | 33               | 1r   | Govern   |
| 2006 | Vlado Bučkovski    | LDP-DPT-DLB-USR-DPD                                | 218,164          | 23.31%           | 32 / 120         | 30               | 2n   | Oposició |
| 2008 | Radmila Šekerinska | NSDP-LDP- LPM                                      | 233,284          | 23.64%           | 27 / 120         | 5                | = 2n | Oposició |
| 2011 | Branko Crvenkovski | NSDP-NSDP-SEB-LPM-SPS-PPER-UTLS-SSD                | 368,496          | 32.78%           | 42 / 120         | 15               | = 2n | Oposició |
| 2014 | Zoran Zaev         | NSDP-LDP-UM-SPER                                   | 283,955          | 26.22%           | 34 / 120         | 8                | = 2n | Oposició |
| 2016 | Zoran Zaev         | NSDP-LDP-DOM-SPER                                  | 436,981          | 37.87%           | 49 / 120         | 15               | = 2n | Govern   |
| 2020 | Zoran Zaev         | "Podem" BESA-NSDP-LDP-VMRO–NP-DOM-DS-TDP-THP-POPGM | 327,408          | 35.89%           | 46 / 120         | 3                | 1r   | Govern   |
| 2024 | Dimitar Kovačevski | "Per un Futur Europeu" NSDP-LDP-VMRO–NP-DOM-POPGM  | 153,250          | 15.36%           | 18 / 120         | 28               | 2n   | Oposició |